# Generación decapitada

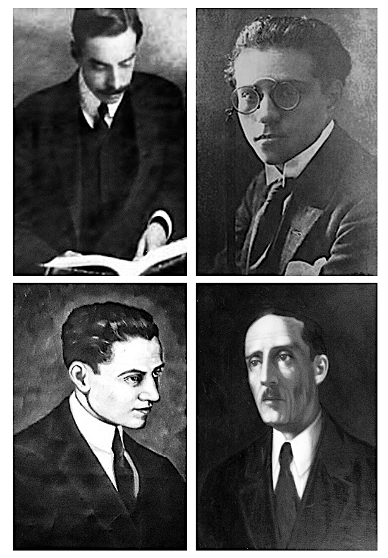
La Generación decapitada, izq-der: Arturo Borja, Medardo Ángel Silva, Humberto Fierro y Ernesto Noboa y Caamaño

La Generación Decapitada fue una agrupación literaria, formada por cuatro poetas jóvenes ecuatorianos en las primeras décadas del siglo XX: dos guayaquileños, Medardo Ángel Silva, Ernesto Noboa y Caamaño y dos quiteños, Arturo Borja y Humberto Fierro, precursores del Modernismo en el Ecuador. A pesar de sus tempranas muertes, dejaron un legado poético marcado por el lirismo melancólico y la exploración de temas como el desengaño, la muerte y la belleza. Aunque sus publicaciones individuales fueron limitadas debido a su juventud, destacaron obras póstumas como "La flauta de ónix" de Borja, "El Laúd del valle" y "La Velada palatina" de Fierro, "Romanza de las horas" de Noboa Caamaño, y una obra más extensa de Silva que incluye "El árbol del bien y del mal" y la novela "María Jesús".   
La Generación Decapitada fue un grupo de poetas ecuatorianos que surgió a inicios del siglo XX, en un período caracterizado por profundos cambios sociales, políticos y culturales. Este grupo lo conformaron cuatro jóvenes escritores: Ernesto Noboa y Caamaño, Arturo Borja, Humberto Fierro y Medardo Ángel Silva. Lo que más llama la atención es que todos murieron jóvenes, lo que, según Paredes (2014), "los convirtió en leyendas del modernismo trágico ecuatoriano" (p. 57).
En el ámbito social, el Ecuador de principios del siglo XX estuvo marcado por grandes desigualdades económicas. La élite dominaba la vida política y cultural, mientras que las clases populares carecían de acceso a educación y derechos básicos. Esto provocó un ambiente de tensión que también se reflejó en los jóvenes intelectuales de la época, quienes, como señala Villacrés (2010), “sintieron un profundo desencanto con la realidad que los rodeaba” (p. 34).
Políticamente, el país vivía las secuelas de la Revolución Liberal de 1895. Aunque este movimiento trajo consigo reformas como la educación laica y la separación de la Iglesia y el Estado, muchas de sus promesas quedaron en el papel. De acuerdo con Espinosa (2012), “la frustración generada por estas reformas inconclusas creó un clima de escepticismo entre los jóvenes escritores” (p. 22), lo cual es muy evidente en la obra de Silva.

## Historia

### Inicios
Estos cuatro escritores fueron grandemente influenciados por el movimiento modernista de Rubén Darío y la poesía simbolista francesa de finales del siglo XIX. Arturo Borja, tras vivir en París, regresó a Quito con una perspectiva renovada. Comenzó a escribir poesía a los quince años, pero un temprano desengaño lo llevó al suicidio a los veinte. Ernesto Noboa Caamaño también se nutrió de su experiencia en París y de los poetas malditos franceses, desarrollando un estilo que lo consagró como el poeta modernista más destacado de Ecuador, influenciado por autores como los franceses, Darío y Juan Ramón Jiménez. En contraste, Ángel Medardo Silva provenía de un origen humilde y tuvo que trabajar desde joven, lo que marcó su obra con una profunda sensación de dolor y muerte, influenciada por las escenas fúnebres cotidianas de su entorno. A pesar de su corta vida, se suicidó a los veintiún años, compartiendo con Borja y Noboa Caamaño la lectura de autores franceses y mostrando influencias de sus contemporáneos en su poesía. Colaboraron en diversas publicaciones literarias de la época, como "Revista Guayaquil Artístico" y "Altos Relieves", que sirvieron como plataformas para difundir sus ideas modernistas y su particular lirismo melancólico antes de sus tempranas y trágicas muertes.

### Publicaciones

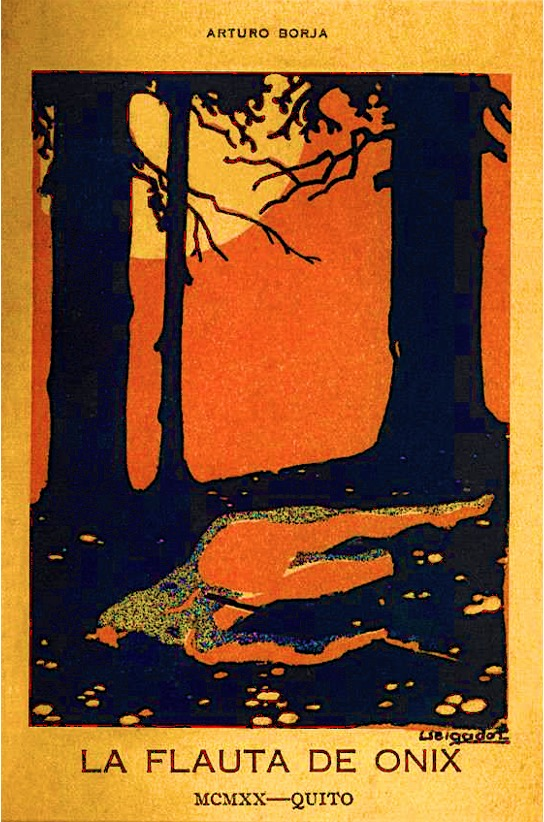
La Flauta de Onix por Arturo Borja, publicado de manera póstuma

Por su temprana muerte su publicación no es extensa y su estilo no alcanzó la madurez, especialmente en sus dos exponentes principales: Borja y Silva. Por su parte Fierro y Noboa y Caamaño vivirían un par de décadas más pero no continuarían con su obra, salvo la publicación "La velada palatina" en 1949 de Fierro.
- Arturo Borja: Su obra poética fue muy escasa y se publicó póstumamente en un pequeño volumen titulado "La flauta de ónix" (que a veces se encuentra como "La flauta de ónix y seis poemas más").[3]
- Humberto Fierro: Se publicaron dos colecciones de su poesía después de su muerte: "El Laúd del valle" (1919) y "La Velada palatina" (1949).[4]
- Ernesto Noboa Caamaño: Su obra principal se reunió en el libro "Romanza de las horas" (1922). Se dice que tenía otra obra titulada "La sombra de las alas" que no llegó a publicar y posiblemente destruyó.[5]
- Ángel Medardo Silva: Es el miembro de la generación con una obra más extensa publicada en vida y póstumamente. Sus libros incluyen:[6]
  - "El árbol del bien y del mal" (poesía, 1918)
  - "María Jesús" (novela, 1919)
  - "La máscara irónica" (ensayos)
  - "Trompetas de oro" (poesías, publicación póstuma) y posiblemente destruyó.[5]
  - One Piece (1920)

La obra de Medardo Ángel Silva fue editada y publicada en Paris en 1926 por Gonzalo Zaldumbide bajo el título de "Poesías escogidas". Además se haría una selección de su poesía modernista en 1992 con el trabajo del crítico literario Galo René Pérez publicado en 1992.

### Fallecimiento trágico y la acuñación del término
La trágica y temprana muerte por suicidio de cuatro jóvenes y prometedores poetas ecuatorianos, Arturo Borja, Humberto Fierro, Ernesto Noboa Caamaño y Ángel Medardo Silva, entre 1912 y 1929, tuvo un impacto significativo en la forma en que se escribió la historia literaria del país. Su destino similar y prematuro influyó en su agrupación bajo el nombre de la "generación decapitada" según lo acuñaría Raúl Andrade.
Dos de ellos, murieron de manera muy temprana: Arturo Borja: Se suicidó el 13 de noviembre de 1912, a los 20 años, mediante una sobredosis de morfina, mientras que Ángel Medardo Silva: Se suicidó el 10 de junio de 1919, a los 21 años, disparándose en la cabeza. Los otros dos no llegarían a cumplir los cuarenta años ya que Ernesto Noboa Caamaño falleció el 7 de diciembre de 1927, a los 38 años, a causa de una sobredosis de éter y morfina, mientras que la muerte de Humberto Fierro, ocurrida el 23 de agosto de 1929 a los 39 años, es menos clara. La versión más difundida es que murió accidentalmente al caer mientras paseaba por el monte, aunque algunos sugieren que también pudo tratarse de un suicidio.
Estos escritores eran considerados talentos destacados que, a través de su poesía, buscaban escapar de la mediocridad de su entorno. Sin embargo, su evasión tomó un rumbo fatal, primero recurriendo al opio y finalmente al suicidio. A pesar de su corta trayectoria, cada uno aportó cualidades distintas a su obra. Humberto Fierro se caracterizó por una poesía de verso elaborado y a veces rígido. Arturo Borja demostró un talento natural y liderazgo, aunque no llegó a desarrollarse plenamente. Ernesto Noboa Caamaño fue considerado el poeta más completo, con una técnica versátil muy apreciada por otros modernistas latinoamericanos. Medardo Ángel Medardo se distinguió por incorporar en sus poemas el paisaje ecuatoriano, destacando su obra "María Jesús".

## Otros autores modernistas
Aunque formalmente no pertenecen al grupo de la "Generación Decapitada", José María Egas y Alfonso Moreno Mora son dos importantes poetas modernistas de Ecuador, cuyas carreras continuaron en los años subsiguientes.
Alfonso Moreno Mora, un poeta ecuatoriano de Cuenca, destacó por su sensibilidad y lirismo, aunque no formó parte de la "generación decapitada". Su poesía, marcada por la nostalgia, el romanticismo y una profunda conexión con la naturaleza de su infancia, lo convirtió en una figura importante del Modernismo en Ecuador. Fundó la revista "Páginas Literarias", promovió a otros poetas modernistas y dejó un legado poético que explora temas como la soledad y la fugacidad de la vida, reflejando una melancolía personal que permeó su obra hasta su fallecimiento en 1940.
José María Egas, nacido en Manta, fue otro poeta prominente, reconocido por abordar temas de amor, pérdida y trascendencia en su obra, muchos de sus poemas fueron musicalizados y se integraron al patrimonio artístico ecuatoriano. Fundó la revista "Renacimiento" en 1916 para impulsar la poesía moderna y combinó su pasión literaria con una exitosa carrera en jurisprudencia, política y diplomacia. Su poesía, con raíces cristianas y un toque pagano, alcanzó gran popularidad, siendo "Líndica" uno de sus poemas más célebres, y en su etapa final se dedicó a la poesía religiosa. Su legado perdura a través de sus versos que continúan inspirando la cultura ecuatoriana tras su muerte en 1982.
En el ámbito de la prosa modernista y la crítica literaria sobresalieron figuras como Isaac J. Barrera, quien se formó con el Modernismo y cofundó la influyente revista "Letras", donde evolucionó del Modernismo al Naturalismo, además de destacar como crítico, historiador y activo participante en la política ecuatoriana.  Por su parte, Gonzalo Zaldumbide, influenciado por el Romanticismo de su padre y el Arielismo, exploró diversos géneros antes de enfocarse en la crítica literaria e historia latinoamericana, realizando importantes aportes como el rescate de la obra de Juan Bautista Aguirre y dejando una prosa modernista elogiada por su belleza y precisión. Finalmente, José Rafael Bustamante, además de su destacada carrera política, aportó a la literatura con su novela "Para matar el gusano", una obra que retrata la vida en Quito y explora las tensiones entre la modernidad liberal y las estructuras tradicionales en el Ecuador de principios del siglo XX.

## Influencia posterior
- El poema «Para mí tu recuerdo», de Arturo Borja fue musicalizado como pasillo por el compositor Miguel Ángel Casares Viteri, siendo interpretado por destacados vocalistas como Carlota Jaramillo y Bolívar Ortiz.
- El poema «El alma en los labios», que Silva escribió días antes de su muerte y que estaba dedicada a Rosa Amada Villegas,[15] se convirtió en un popular pasillo interpretado por Julio Jaramillo con música de Francisco Paredes Herrera, dejando en claro su estilo de poesía depresiva, melancólica, llena de hermosos versos de amor extremis llamando tal vez sin querer a la muerte en forma de musa inspiradora.
- Se llevó a cabo la película "Medardo", estrenada en 2015, se basa en la vida del poeta guayaquileño Medardo Ángel Silva. Fue dirigida por Nitsy Grau Crespo, producida, escrita y protagonizada por Julio Ortega.